# جيم سوليفان (ملاكم)
جيم سوليفان (بالإنجليزية: Jim Sullivan)‏ مواليد 7 يونيو 1886 - الوفاة 22 يوليو 1949 في لندن، كان ملاكم محترف بريطاني صنّف ضمن فئة الوزن المتوسط بدأ مسيرته الاحترافية سنة 1908.

## إحصائيات
خاض خلال مسيرته 33 نزالا، فاز في 17 وتعادل في 3 وخسر في 13. فاز بالضربة القاضية في 10 نزالات.

## روابط خارجية
- جيم سوليفان على موقع بوكس ريك (الإنجليزية) (registration required)